# إدواردو فرانكو
إدواردو فرانكو (بالإسبانية: Eduardo Franco)‏ هو ملحن ومغني أوروغواياني، ولد في 15 مارس 1945 في بايساندو في الأوروغواي، وتوفي في 1 فبراير 1989 بسبب سرطان.

## وصلات خارجية
- إدواردو فرانكو على موقع IMDb (الإنجليزية)
- إدواردو فرانكو على موقع ديسكوغز (الإنجليزية)